# کورنل کالوگارانو
کورنل کالوگارانو (رومانیایی: Cornel Călugăreanu; ۳۰ ژوئیهٔ ۱۹۳۰ – ۲۰۱۱) بازیکن بسکتبال اهل رومانی بود. وی در بازی‌های المپیک تابستانی ۱۹۵۲ شرکت کرده‌است.